# Michel Jeury
Michel Jeury, né le 23 janvier 1934 à Razac-d'Eymet en Dordogne et mort le 9 janvier 2015 à Vaison-la-Romaine, est un écrivain français. Ses romans ont marqué la littérature de science-fiction française des années 1970 et 1980.

## Biographie
Michel Jeury est né le 23 janvier 1934 à Razac d'Eymet, en Dordogne, dans une famille paysanne.
Après-guerre, il découvre que le célèbre Marcel E. Grancher était engagé aux côtés de son père durant la première guerre mondiale. Il insiste pour que celui-ci le contacte. Grancher aura une influence décisive dans l'envie d'écrire de Michel Jeury.
Tout en aidant au travail agricole de ses parents, il poursuit ses études et obtient le bac en 1952. Dans le courant des années 1950, il écrit plusieurs romans, de science-fiction puis de littérature générale, tout en travaillant. Trois romans seront publiés, mais sans succès, malgré le Prix Jules-Verne pour La Machine du pouvoir.
Jeury cesse d'écrire, exerce divers métiers (instituteur, visiteur médical, représentant, etc.). En 1967, il cesse toute activité professionnelle régulière et s'installe à Florensac chez ses parents, près de Falgueyrat sur le canton d'Issigeac. Il se remet à écrire et terminera le manuscrit de son roman Le Temps incertain en 1972 à La Grèze, près d'Eyrenville. Paru l'année suivante dans la prestigieuse collection « Ailleurs et demain » de Gérard Klein sans que celui-ci ne modifie le manuscrit ni ne rencontre l'auteur, ce livre confirme une carrière d'écrivain de science-fiction qui durera près de vingt ans, avec la publication de plusieurs dizaines de romans.
À partir de 1973, Michel Jeury reçoit de nombreux auteurs confirmés comme John Brunner ou en devenir comme Roland C. Wagner, dans ce que Gérard Klein qualifiera plus tard de Pèlerinage d'Issigeac.
Michel Jeury se marie en 1975, il a une fille en 1976. Au début des années 1980, il publie « Le Crêt de Fonbelle », mémoire de ses parents qui préfigure son évolution vers la littérature générale. En 1987, après la mort de ses parents, il s'installe près du frère de son épouse Nicole à la bambouseraie d'Anduze, puis sur les hauteurs du village cévenol une douzaine d'années plus tard. Les auteurs du Petit dictionnaire des écrivains du Gard jugent ainsi qu'il a fait du « pays d'Anduze à Saint-Jean-du-Gard » son « territoire d'élection ». Sa réinstallation marque aussi un tournant dans son œuvre puisque c'est alors qu'il délaisse la science-fiction se tourne vers le roman de terroir,. L'Année du certif comme La Vallée de la soie sont ainsi d'inspiration cévenole. Plus tard, il acceptera la présidence du jury du concours Anduze Mystère. Il ne quittera la région qu'en 2013
Poursuivant dans la veine du roman de terroir avec succès (L'Année du certif, entre autres), il retourne en quelque sorte à ses racines paysannes. Jeury ne retouchera à la science-fiction que ponctuellement, en publiant par exemple Le Chat venu du futur, (1998), coécrit avec sa fille Dany Jeury, jusqu'à la publication en 2010 d'un nouveau roman, May le monde pour lequel il obtiendra à nouveau le Grand prix de l'Imaginaire, 38 ans après Le Temps incertain.
Son autobiographie, les Carnets chronolytiques, a été publiée aux Presses universitaires de Bordeaux en 2015 comme tout premier livre de la collection SF Incognita dirigée par Natacha Vas-Deyres. Le livre a obtenu le Prix spécial du Grand prix de l'Imaginaire à Saint Malo en 2016.
En 2016, Julien Donadille lui dédie son premier roman, Vie et œuvre de Constantin Eröd. En 2019, la première Journée du livre d'Anduze lui est dédiée.

## Œuvres

### Les textes «de jeunesse»
Au début des années 1950, Michel Jeury écrit trois romans de science-fiction. Les deux premiers ne seront publiés qu'en 1960, sous les titres de Aux étoiles du destin et La machine du pouvoir et sous le pseudonyme d'Albert Higon, dans la collection Le Rayon fantastique. Le troisième restera inédit puis sera égaré. Entre-temps, Jeury écrit des romans de littérature générale. Le premier n'est pas publié ; le second, dans lequel il raconte sous forme romancée ses démêlés avec le Parti communiste, paraît chez Julliard en 1958 sous le titre Le diable souriant. Un troisième roman est refusé. Durant cette période, trois nouvelles de Jeury/Higon paraissent dans des revues.

### Les années 1970
La parution du livre Le Temps incertain, en 1973, dans la prestigieuse collection Ailleurs et Demain chez Robert Laffont fit grosse impression. Il s'agissait d'un roman rappelant le style de Philip K. Dick, très apprécié en France à l'époque, tout en ayant manifestement intégré l'influence du nouveau roman. Dans ce livre, Jeury introduit l'idée de chronolyse, un genre de distorsion du temps, et il utilise des techniques d'écriture assez particulières, avec notamment l'usage de séquences répétitives : la même scène se reproduit plusieurs fois au cours du roman, avec de légères différences. De plus, le roman met en scène un futur qui « introduisait comme possible des tyrannies industrielles de l'avenir en désignant explicitement leurs vecteurs : les multinationales », affirme Gérard Klein,.
L'année suivante paraît Les Singes du temps, dans la même collection. Il s'agit d'un deuxième volet sur la chronolyse, avec un type d'écriture qui poursuit les expériences du livre précédent. Toujours dans la collection Ailleurs et Demain, Michel Jeury publie la longue nouvelle utopique intitulée La fête du changement dans le recueil collectif judicieusement titré utopies 1975. En 1976 parait enfin Soleil chaud, poisson des profondeurs, un roman aussi ambitieux que les précédents. Il n'est plus question de chronolyse, mais d'un futur éclaté, où le morcellement de l'écriture reflète celui de la société décrite : toujours les multinationales, plus les réseaux informatiques.
Michel Jeury est alors un auteur reconnu, qui multiplie les publications afin de pouvoir vivre de sa plume. Il va ainsi faire paraître des romans plus grand public chez des éditeurs populaires (J'ai lu, Fleuve Noir) en parallèle à ses romans spéculatifs. Il ressuscite un temps Albert Higon pour publier Les Animaux de justice en 1976 puis Le Jour des voies en 1977. Il écrit également à destination du public spécifiquement adolescent : Le Sablier vert en 1977 et Le Monde du Lignus en 1978.
Il publie également en collaboration. Après de nombreuses nouvelles coécrites avec Katia Alexandre, il publie en 1977 L'Empire du peuple, signé Albert Higon, écrit avec Pierre Marlson.
Plusieurs romans importants paraissent ensuite coup sur coup chez divers éditeurs. Poney-Dragon, en 1978, renoue avec les interrogations sur le temps : un voyageur de la destinée se projette régulièrement dans un futur fasciste et proche, et doit trouver qui est, dans le monde d'aujourd'hui, le futur dictateur. L'Univers-ombre, en 1979, met en scène, avec des descriptions quasi ethnographiques, une utopie rapidement troublée : quelqu'un a réveillé le Pouvoir… La même année 1979 sont publiés également Le Territoire humain et Les Enfants de Mord.

### Les années 1980
La production de Michel Jeury s'accroit en quantité. Il publie de nombreux romans au Fleuve Noir, dans la collection Anticipation, spécialisée dans la science-fiction d'aventure. De 1979 à 1988, il fera paraître près d'une vingtaine d'ouvrages chez  cet éditeur.
Il publie en 1981 la biographie de ses parents, dont il a assuré la rédaction : Le crêt de Fonbelle. Les gens du mont Pilat.
En parallèle, il écrit encore des romans spéculatifs. Ailleurs et Demain fait paraître en 1980 Les Yeux géants, un roman plein de soucoupes volantes, puis L'Orbe et la Roue en 1982. La série Les colmateurs se base sur la théorie des fractales pour imaginer des mondes multiples qui communiquent entre eux par des failles, que les colmateurs sont chargés de... colmater. Cette série comporte diverses nouvelles et trois romans : Cette Terre (1981), Le vol du serpent (1982) et Les démons de Jérusalem (1985).
Le roman Le Jeu du Monde, paru en 1985, reçoit le prix Julia-Verlanger en 1986. Ce livre décrit un monde dominé par le jeu, anticipant à la fois la télé-réalité et les jeux en réseau apparus au début du XXIe siècle.
En 1986 paraît également La Croix et la Lionne.

### Les romans de terroir
Le Vrai Goût de la vie est publié en 1988. Il s'agit d'un roman qui marque une pause salutaire avec la science fiction. Il sera suivi par un deuxième volume intitulé Une odeur d'herbe folle. Parmi les romans qui suivent, citons L'Année du certif, prix Charles Exbrayat et Cabri d'or de l'Académie cévenole 1995 et d'autres fort remarqués, certains se voyant adaptés à la télévision française. Le qualificatif parfois employé de « romans paysans » pour ces ouvrages est très caricatural, ils convoquent plutôt l'enfance de l'auteur, son intérêt pour l'évolution de l'école républicaine en Périgord, ou son amour de la poésie, comme La Classe du brevet.

### Les nouvelles
Durant chacune de ses périodes littéraires, Michel Jeury a écrit et publié des nouvelles. Peu nombreuses au début des années 1960, elles furent au contraire très nombreuses et importantes dans les années 1970 et 80, pour se raréfier à nouveau dans les années 1990. Ces nouvelles, au nombre de plus d'une centaine, sont parues dans des revues très diverses, y compris dans de nombreux fanzines de science-fiction de très faibles tirages. La quasi-totalité de ces nouvelles sont disponibles en ligne, avec l'accord de l'auteur, sur le site de quarante-deux.org. En décembre 2007 paraît un recueil de 27 nouvelles, intitulé La vallée du temps profond, qui reprend les plus importantes nouvelles de science-fiction écrites par Jeury.

## Études sur l'œuvre
- Joëlle Wintrebert, Michel Jeury, du Temps Incertain au Territoire Humain, in Univers 18, J'ai Lu, 1979.
- Gérard Klein, préface au recueil Le livre d'or de la science-fiction, Michel Jeury, Presses pocket, 1982.
- André François Ruaud, Soleil chaud ! Soleil chaud !, in fanzine Yellow submarine 1995. Repris dans le recueil La vallée du temps profond, Les Moutons électriques, 2007, page 465.
- Richard Comballot, Voix du futur : Entretiens avec 8 auteurs de science-fiction, Les Moutons électriques, 2010.
- Dominique Warfa, Michel Jeury, un univers indéterminé, in Galaxies 9 (nouvelle série), 2010.

## Œuvres

### Livres
- Le Diable souriant, (1958).
- Aux étoiles du destin, Gallimard, coll. « Le Rayon fantastique » no 68, 1960, (signé Albert Higon) - Galaxie-bis no 108, 1984 (signé Michel Jeury).
- La Machine du pouvoir, (1960), Gallimard, coll. « Le Rayon fantastique » no 71, 1960, (signé Albert Higon), prix Jules-Verne 1960.
- Le Temps incertain, Robert Laffont, Ailleurs et Demain, (1973), grand prix de la science-fiction française 1974.
- Les Singes du temps, Robert Laffont, Ailleurs et Demain, (1974)
- Soleil chaud, poisson des profondeurs, Robert Laffont, Ailleurs et Demain, (1976), Rééd. (2008)
- Les Animaux de justice, (1976), (signé Albert Higon) - J'ai lu no 640, 1976
- Le Sablier vert, (1977), roman pour adolescents
- L'Empire du peuple, (1977), (signé Albert Higon), écrit avec Pierre Marlson
- Le Jour des voies, (1977), (signé Albert Higon) - J'ai lu no 761, 1977
- Le Monde du Lignus, (1978), roman pour adolescents - Presses Pocket Science-fiction no 5161, 1983
- Poney-Dragon, (1978)
- L'Univers-ombre, (1979)
- Le Territoire humain, Robert Laffont, Ailleurs et Demain, (1979), prix Rosny aîné 1980
- Les Enfants de Mord, (1979) - Pocket, Science-fiction no 5053, 1979
- Les Îles de la Lune, Fleuve noir, Anticipation no 945, (1979)
- Le Seigneur de l'histoire, Fleuve noir, Anticipation no 945, (1980)
- Les Yeux géants, Robert Laffont, Ailleurs et Demain, (1980) - Pocket, Science-fiction no 5236, 1986, prix Rosny aîné 1981
- Les Écumeurs du silence, Fleuve noir, Anticipation no 992, (1980)
- Le Sombre Éclat, Fleuve noir, Anticipation no 1003, (1980)
- La Sainte Espagne programmée, Fleuve noir, Anticipation no 1062, (1981)
- Les Hommes-processeurs, Fleuve noir, Anticipation no 1091, (1981)
- La Planète du jugement (Goer 1), Fleuve noir, Anticipation no 1133, (1981)
- Cette Terre (les colmateurs 1), (1981) - Pocket, Science-fiction no 5111, 1981
- Le Crêt de Fonbelle. Les gens du mont Pilat, Claudia et Joseph Jeury, récit recueilli par Michel Jeury, (1981)
- L'Orbe et la Roue, Robert Laffont, Ailleurs et Demain, (1982), Prix Apollo et Prix Cosmos 2000 1983
- Le Vol du serpent (les colmateurs 2), (1982)
- Goer-le-renard (Goer 2), Fleuve noir, Anticipation no 1181, (1981)
- Les Tours divines, Fleuve noir, Anticipation no 1206, (1983), roman qui prolonge et complète L'orbe et la Roue
- Quand le Temps soufflera, Fleuve noir, Anticipation no 1239, (1983)
- Vers l'âge d'or (Goer 3), Fleuve noir, Anticipation no 1260, (1983)
- L'Île bleue, écrit avec Jean-Claude Guidicelli, Plasma, 1983.
- Les Louves debout, Fleuve noir, Engrenage no 88, (1983), il s'agit d'un roman policier.
- L'Anaphase du diable, Fleuve noir, Anticipation no 1316, (1984)
- Le Jeu du Monde (1985), prix Julia-Verlanger 1986
- Le Dernier Paradis, Fleuve noir, Anticipation no 1365, (1985)
- Les Survivants du Paradis, Fleuve noir, Anticipation no 1376, (1985)
- La Marée d'or  (Goer 4), Fleuve noir, Anticipation no 1394, (1985)
- Les Démons de Jérusalem (les colmateurs 3), (1985)
- La Croix et la Lionne (1986) J'ai lu no 2035, 1986
- L'Univers-ombre, Fleuve noir, Anticipation no 1544, (1988), version différente du roman de 1979.
- Aux yeux la lune, Fleuve noir, Anticipation no 1623, (1988)
- Le Vrai Goût de la vie, (1988), Prix Terre de France
- Une odeur d'herbe folle, (1988)
- Les Mondes furieux, (signé Albert Higon), Fleuve noir, Anticipation no 1840, (1991)
- Le Soir du vent fou, (1991)
- La Grâce et le venin (1992)
- Au cabaret des Oiseaux (1993)
- La Source au trésor, (1994)
- L'Année du certif, (1995), prix Charles-Exbrayat et Cabri d'or de l'Académie cévenole 1995
- Le Printemps viendra du ciel, (1995)
- Les Grandes Filles, (1996)
- Le Chat venu du futur, (1998), avec Dany Jeury
- La Vallée de la Soie, (1998)
- Contes et légendes du Périgord, (1998), avec Dany Jeury et Alain Dufourcq
- La Soie et la montagne, (1999)
- La Charette au clair de lune, (2000)
- Petite histoire de l'enseignement de la morale à l'école, (2000), avec Jean-Daniel Baltassat
- La Classe du brevet, (2001)
- Nounou, (2002)
- Angeline, (2004)
- La petite école dans la montagne, (2005)
- Les Secrets de l'école autrefois, (2005)
- Le jeune amour, (2006)
- Les gens heureux ont une histoire, (2007)
- La Vallée du temps profond, Les Moutons électriques, La Bibliothèque Voltaïque, (2007)
- Les Beaux Jours du docteur Nicolas, Robert Laffont, (2010)
- May le monde, Robert Laffont, Ailleurs et Demain, (2010), Grand prix de l'Imaginaire 2011
- La Métairie et le Château, Robert Laffont, (2012)
- Les Îles de la Lune, Les Moutons électriques, coll. « La Bibliothèque voltaïque », version augmentée de l'édition de 1979 (2013)
- Les Trois veuves, Robert Laffont (2017)

### Recueils de nouvelles et nouvelles
- Simulateur ! Simulateur !, nouvelle, 1974.
- Mission fractale, nouvelle, 1980.
- L’Armée rouge contre les utopistes, nouvelle, Brage, (2013), première publication in Planète socialiste (anthologie sous la responsabilité de : Michel Jeury, Suisse, Yverdon : Kesselring), éditions Ici et maintenant, juillet 1977.
- Le Livre d'or de la science-fiction : Michel Jeury, anthologie de nouvelles (1982).